# الحركة الوطنية لتحرير أزواد
الحركة الوطنية لتحرير أزواد ( تيفيناغ : ⵜⴰⵏⴾⵔⴰ ⵏ ⵜⵓⵎⴰⵙⵜ ⵉ ⴰⵙⵏⵏⴰⵏⵏⵓ ⵏ ⴰⵣⴰⵓⴷ) هي حركة عسكرية وسياسية أسسها الطوارق في إقليم أزواد شمال مالي، وتسعى الحركة إلى إقامة دولة أزواد المستقلة.

شعار الحركة: «وحدة - عدالة - حرية».

## تأسيس الحركة الوطنية لتحرير أزواد
أعلن في مؤتمر في مدينة تمبكتو عقد بمنزل المناضل الأزوادي محمد الأمين ولد أحمد في الأول من نوفمبر 2010 م، عن تأسيس تحت اسم الحركة الوطنية الازوادية .

### نص البيان التأسيسي للحركة
بسم الله الرحمن الرحيم
نحن أبناء الشعب الآزوادي المؤتمرون في مدينة تيمبكتو التاريخية في الفترة من 31 أكتوبر إلى الأول من نوفمبر ,وقد استعرضنا مجمل التحديات التي يواجهها إقليم أزواد منذ أكثر من 50 عاما والمأساة التي تعرض ويتعرض لها الشعب الآزوادي والمرحلة الحرجة التي يمر بها اليوم على كافة المستويات السياسية والاقتصادية والاجتماعية و ما يعانيه من تهميش وإقصاء وحصار وتهجير واستباحة للتراب الآزوادي الطاهر من قبل كل من تسوّل له نفسه العبث به, ويحدث كل هذا بمباركة ودعم من الدولة المالية وفي نهج مستمر ضد الأزواديين منذ 50 عاما . وكما يرى العالم ويشهد ,فقد سمحت مالي وتعاونت مع مجموعات مرفوضة أزوادياً و عالميا وسهلت لها ممارسة أنشطتها في إقليم أزواد بهدف التعتيم على الجرائم التي ترتكب في حق الطوارق و العرب الآزواديين عموما تحت مسمى مكافحة الإرهاب حتى أصبح أزواد منطقة صراع النفوذ بين الدول والجماعات المتطرفة وبات الآزوادييون بين مطرقة الجيش المالي وسندان هذه الجماعات الموصوفة بالإرهاب .
وأضحى أزواد عرضة لتدخلات إقليمية ودولية كل حسب مصالحه وأجندته الخاصة ولم يعد للأزواديين دور يلعبونه سوى دور المتفرج المغلوب على أمره وهم ينظرون إلى أرضهم تشوه وثرواتهم تنهب من قبل الحكومة المالية والشركات العالمية المتعاقدة معها دون أن يعرفوا شيئا عن طبيعة هذه العقود في ظل غياب كلي لأي تمثيل حقيقي للازواديين يعكس موقفهم مما يجري على أرضهم.
ووعيا منا بمعانات شعبنا المستمرة منذ عقود من الزمن واستجابة للضمير الحي لأبناء الأمة الغيورين ودفاعا عن الهوية الوطنية الازوادية المهددة بالضياع واستمرارا لنضال الآباء والأجداد والتزاما بالقيم الإنسانية العالمية واعتبارا كذلك للمستجدات الخطرة التي ظهرت على الساحة الآزوادية في السنوات الأخيرة.
فإننا نعلن اليوم عن تأسيس وميلاد الحركة الوطنية الآزوادية وهي تنظيم سياسي آزوادي يمثل النهج السلمي للوصول إلى الأهداف المشروعة واسترجاع كافة الحقوق التاريخية المغتصبة
وهي توجه النداء إلى جميع أبناء أزواد بمختلف انتمائاتهم الاجتماعية ومناطقهم الجغرافية للالتحاق بها مشددة على أهمية وحدة الصف والكلمة والموقف السياسي وبذل كل الجهود في سبيل تحقيق الأهداف الوطنية المنشودة كل حسب موقعه ومجاله .
إن الحركة الوطنية الآزوادية تعلن أنها تتبنى نهج العمل السياســــــــــي و القانوني لاستعادة كل الحقوق ، وتنبذ العنف، وتدين الإرهاب بكل أشكاله سواء كان إرهاب الدولة أو إرهاب الجماعات والأفراد مع حرصها على ضرورة التمييز بين الإرهاب والمقاومة المشروعة، وهي تطالب دولة مالي بالاعتراف الكامل بحقوق الشعب الآزوادي التاريخية والاستجابة الجادة لحل قضية أزواد سلميا ،
وهي تمد يد الأخوة والصداقة والتعاون لكل الدول الشقيقة والصديقة، كما ترحب وتتطلع إلى علاقات التعاون الفعال مع كل دول وشعوب العالم وجميع الهيئات الدولية الحكومية وغير الحكومية،
و إن الحركة الوطنية الأزوادية تنبه كل الهيئات والشركات المتعاقدة مع دولة مالي في مواضيع تخص إقليم أزواد إلى ضرورة مراجعة هذه العقود وإعادة النظر فيها باعتبارها وقعت بدون الموافقة المسبقة لأصحاب الأرض كما تنص القوانين الدولية .
الحركة الوطنية الازوادية .
تمبكتو في 01 / 11 / 2010 م 

## أعضاء المكتب التنفيذي للحركة
- الأمين العام : بلال أغ الشريف.
- الأمين العام المساعد : محمد الأمين ولد أحمد .
- رئيس المكتب السياسي : محمود أغ غالي.
- الناطق الرسمي والمكلف بالعلاقات الخارجية : حمه أغ سيدي أحمد.
- قائد الأركان العسكرية : محمد أغ ناجم .
- مسؤول حقوق الإنسان : موسى أغ الشغتمان.
- مسؤول الإعلام : بكاي أغ حامد.
- مكلفة التهذيب والتكوين : نينا والت انتالو . [2]

## بدء حرب التحرير 2012 م

علم «جمهورية أزواد المستقلة».

بعد سقوط نظام العقيد الليبي الراحل معمر القذافي، عاد آلاف الطوارق الذين كانوا يقاتلون ضمن جيش الليبي إلى شمال مالي وبحوزتهم أسلحة ثقيلة، لينضموا للحركة الوطنية لتحرير أزواد. وفي يناير 2012 م بدأت الحركة الوطنية لتحرير أزواد هجوما استغرق أسابيع على مدن تساليت وأجلهوك ومنكا في شمال شرقي مالي قرب الحدود مع الجزائر، وبعد قيام النقيب أمادو سانوغو بانقلاب عسكري أطاح بالرئيس أمادو توماني برفقة ضباط آخرين متوسطي الرتب، استثمرت الحركة الوطنية لتحرير أزواد حالة الفوضى التي نتجت عن الانقلاب لتبدأ الفصل الأخير من ثالث ثورة كبيرة في تاريخ الطوارق، وقد أفضى في غضون أيام إلى تحريرها مناطق كيدال وتمبكتو وغاو. بيد أن جماعات مسلحة بعضها يرتبط على الأرجح بتنظيم القاعدة، مثل، أنصار الدين استغلت بدورها الوضع، وباتت تشارك في السيطرة على مدن رئيسة مثل تمبكتو وغاو.

## إعلان الحركة استقلال أزواد 6 إبريل 2012 م

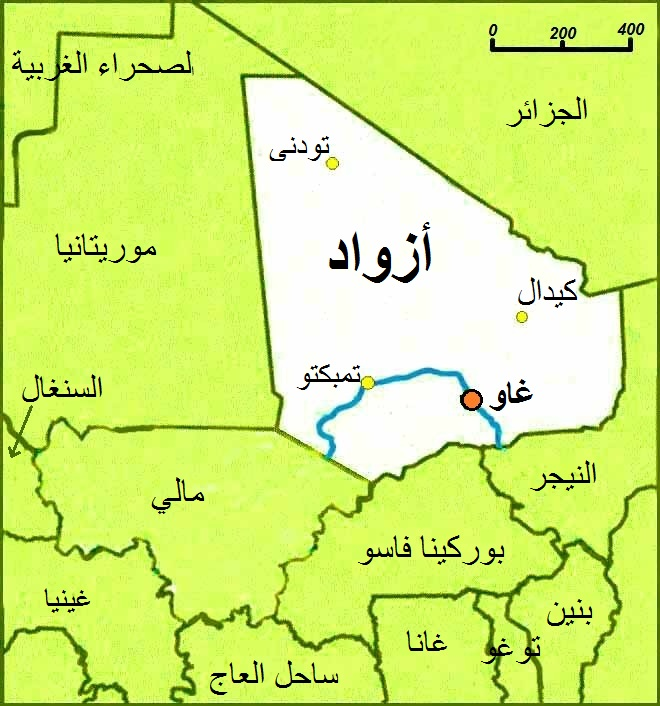
خريطة دولة أزواد المستقلة.

أعلنت الحركة الوطنية لتحرير أزواد يوم الجمعة 6 من أبريل 2012 عن استقلال أزواد، وذلك في بيان تلاه الأمين العام للحركة بلال أغ الشريف، وقوبل الإعلان بالرفض الإقليمي والدولي.

## تشكيل المجلس الانتقالي لدولة أزواد يونيو 2012 م
شكلت الحركة الوطنية لتحرير أزواد المجلس الانتقالي لدولة أزواد في التاسع من يونيو 2012 م، ويتكون المجلس من 28 عضوا تتوزع مهامهم على النحو التالي:
1. الرئيس بلال أغ الشريف .
2. نائب الرئيس مهمدو جيري ميقا .
3. المكلف بأمانة الرئاسة محمود أغ غالي .
4. المكلف بالعلاقات الخارجية والتعاون الدولي حامه أغ محمود .
5. المكلف بالدفاع الوطني العقيد محمد أغ ناجم .
6. المكلف بالإدارة الإقليمية أله أغ المهدي .
7. المكلف بالأمن الداخلي العقيد حسن أغ فقاقا .
8. المكلف بالاقتصاد و المالية ألتناته أغ أبلغ .
9. المكلف بالإعلام موسي أغ السعيد .
10. المكلف بالعدالة السيد بن بيلا .
11. المكلف بالتجارة والنقل بلال أغ عثمان .
12. المكلف بالتوجيه والإرشاد الإسلامي عبد الله أغ البكاي .
13. المكلف بالمعادن والطاقة والمياه أحمد محمد أغ قيدي .
14. المكلف بالاتصالات والتقنية الحديثة محمد الأمين ولد أحمد .
15. المكلف بالأزواديين في الخارج وحقوق الإنسان والعمل الإنساني إبراهيم أغ محمد الصالح .
16. المكلف بالصحة والشؤون الاجتماعية حبتكا أغ اسمادو .
17. المكلف بالتربية عبد الكريم أغ متافا .
18. المكلف بالزراعة والرعي والصيد عبدي أغ محمد إبراهيم .
19. المكلف بترسيخ وتقوية التعايش الاجتماعي وفض الخلافات و إصلاح الحكم التقليدي محمد عثمان أغ محمدون .
20. المكلف بالشباب والرياضة محمد زيني اغيسا ميقا .
21. المكلف بالثقافة والصناعات التقليدية والسياحة الروديني أغ همتو .
22. المكلف بالبيئة باي أغ ديكنن .
23. المكلف بترقية المرأة والأمومة و الطفولة نينا ولت أنتالو .
24. المكلف بأملاك الدولة والعقارات أكلي اكنان أغ سليمان .
25. المكلف بالوظيفة العمومية، والتشغيل، والتكوين المهني عبد الله سيدو ديكو .
26. المتحدث الرسمي للمجلس حامه أغ سيد أحمد .
27. المكلف بشوؤن المحاربين القدامى والشهداء والضحايا يوسف أغ الشيخ .
28. المكلف بالإحصاء والتخطيط السعيد أغ محمد .[4]

## المواجهات بين الحركة الوطنية لتحرير أزواد والجماعات الإرهابية يونيو 2012 م

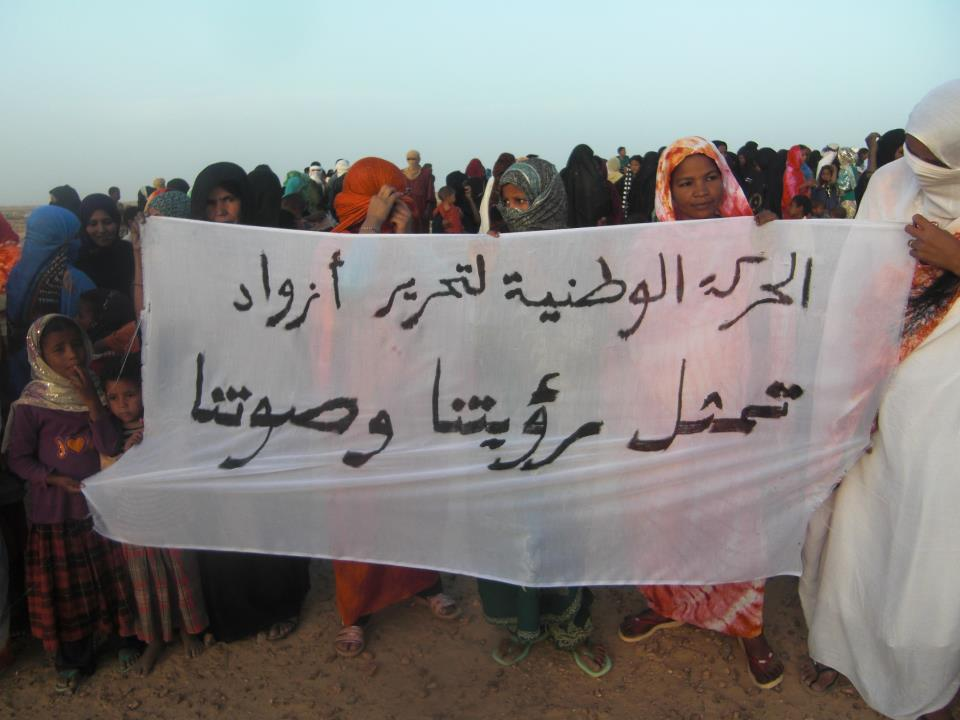
سكان تمبكتو يعلنون دعمهم للحركة الوطنية لتحرير أزواد، وتنديدهم بالقاعدة.

اندلعت مواجهات بين الحركة الوطنية لتحرير أزواد والجماعات الارهابية الناشطة في أزواد، حيث جرت اشتباكات بين الحركة الوطنية لتحرير أزواد و حركة التوحيد والجهاد في غرب أفريقيا في غاو عاصمة دولة أزواد الوليدة، مما أدى إلى وقوع عدد من القتلى في كلا الطرفين، وفقد الحركة الوطنية لتحرير أزواد السيطرة على مدينة غاو، بعد هذه المواجهات سادت سيطرة الجماعات الإرهابية على مناطق أزواد، لتتدخل فرنسا لمحاربتها في يناير 2013.

## التدخل الفرنسي في أزواد 2013 م
بعد سيطرت الجماعات الإرهابية على معظم مناطق أزواد، وتراجع نفوذ الحركة الوطنية لتحرير أزواد تدخلت فرنسا عسكريا في 11 من يناير 2013 م لمحاربة هذه الجماعات الإرهابية، بعد طلب الحكومة المالية مساعدتها، وفي غضون أقل من شهر تمكنت القوات الفرنسية من السيطرة على مناطق أزواد الثلاثة كيدال، وغاو، وتمبكتو، ولا يزال التدخل الفرنسي مستمرا.

## المفوضات بين الحركة الوطنية لتحرير أزواد و الحكومة المالية

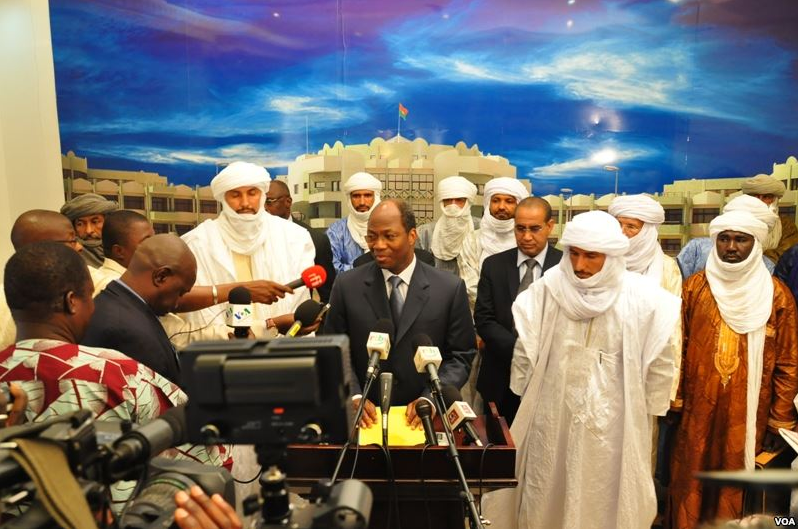
مندوبو الحركة الوطنية لتحرير أزواد وحركة أنصار الدين في واغادوغو مع رئيس بوركينا فاسو بليز كومباوري، 16 نوفمبر 2012 م من اليسار إلى اليمين، الصف الأول: العباس أغ إنتالا، يمثل أنصار الدين ، وبليز كومباوري، رئيس بوركينا فاسو، بلال أغ الشريف، الأمين العام للحركة الوطنية لتحرير أزواد ومهمدو جيري ميقا، نائب الأمين العام للحركة الوطنية لتحرير أزواد.

جرت العديد من جولات المفاوضات بين الحركة الوطنية لتحرير أزواد والحكومة المالية منذ منتصف عام 2013 م، ولا تزال مستمرة، من أجل التوصل إلى حل نهائي لقضية أزواد، سواء أكان حكم ذاتيا أم غيره. حيث حاولت الجزائر توحيد الفاعلين الماليين لتأمين حدودها مع مالي من خلال إجراء حوارات بدأت في عام 2013، وانتهت بتوقيع اتفاق السلام، لكن المجلس العسكري في مالي أنهى اتفاق السلام مع الحركة الوطنية لتحرير أزواد، والذي يعود تاريخه إلى عام 2015. توقع البعض أن تزيد هذه الخطوة من اضطراب البلاد المنطقة، حيث شهدت تصاعد التوترات بين السلطات المركزية والطوارق في الشمال بعد تعزيز الجيش لسلطته والتعاون مع مجموعة فاغنر الروسية وطرد القوات الفرنسية والأمم المتحدة. يعود السبب وراء انهيار الاتفاق إلى عدم التزام بعض الموقعين بتعهداتهم والأعمال العدائية التي قامت بها الجزائر، الوسيط الرئيسي في الاتفاق.